# Liste der Baudenkmäler in Arzberg (Oberfranken)
Auf dieser Seite sind die Baudenkmäler in der oberfränkischen Stadt Arzberg zusammengestellt. Diese Tabelle ist eine Teilliste der Liste der Baudenkmäler in Bayern. Grundlage ist die Bayerische Denkmalliste, die auf Basis des Bayerischen Denkmalschutzgesetzes vom 1. Oktober 1973 erstmals erstellt wurde und seither durch das Bayerische Landesamt für Denkmalpflege geführt wird. Die folgenden Angaben ersetzen nicht die rechtsverbindliche Auskunft der Denkmalschutzbehörde.
 Diese Liste gibt den Fortschreibungsstand vom 14. Januar 2015 wieder und enthält 70 Baudenkmäler.

## Ensembles

### Ensemble Sankt Maria-Magdalena Kirche mit Kirchenburg

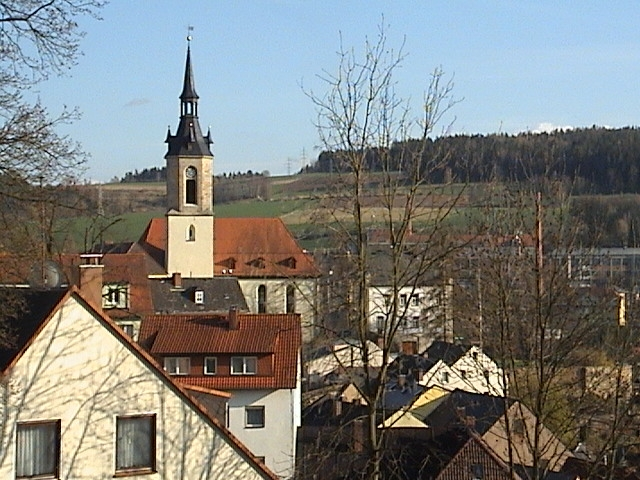
Sankt Maria-Magdalena Kirche

Das Ensemble (Lage)  umfasst die auf dem Kirchberg oberhalb der Stadt gelegene Pfarrkirche mit verschiedenen Nebengebäuden, Befestigungsanlagen, Zuwegungen und den steilen Abhängen zur Stadt. Die urkundliche Ersterwähnung der Kirche fällt in das Jahr 1268, als ihre Zugehörigkeit vom Zisterzienserkloster Waldsassen zu den Deutschordensherren in Eger wechselte. Der Ortsname (Erzberg) und das Patronat der Pfarrkirche verweisen auf den regionalen Bergbau. Die umgebenden Wehranlagen dienten als Burg oberhalb des Tales der Röslau mit einer überregionalen Handelsstraße. Der Ort, seit 1292 den Burggrafen von Nürnberg gehörig, erhielt 1408 erstmals Stadtrecht. 1791 kam er zum Königreich Preußen, 1810 zum Königreich Bayern. Seine heutige bauliche Gestalt erhielt das Ensemble des Kirchbergs in der zweiten Hälfte des 19. Jahrhunderts. Die auf einem Sporn gelegene, in ihrer heutigen Form aus den 1790er Jahren stammende Pfarrkirche mit hohem Spitzhelm aus den 1880er Jahren beherrscht weithin sichtbar das Stadtbild. Um die Kirche gruppieren sich die Reste der spätgotischen Befestigung, die spätbarocke Gruftkapelle, das klassizistische und ein weiteres Schulhaus sowie das erste Pfarrhaus, ein nüchterner Bau aus den Jahren 1869/70. Der Kirchplatz ist durch mehrere Treppenaufgänge (Kirchenstaffeln) mit der Ortslage verbunden. Die stadträumliche Dominanz der Pfarrkirche, des ersten Pfarrhauses, der Terrassen, Treppen und Gassen an den Befestigungsanlagen prägen die gesamte Stadtstruktur. Aktennummer: E-4-79-112-1.

## Baudenkmäler nach Ortsteilen

### Arzberg
| Lage                                                                 | Objekt                                                         | Beschreibung | Akten-Nr.              | Bild |
| -------------------------------------------------------------------- | -------------------------------------------------------------- | --- | ---------------------- | --- |
| Bahnhofstraße 13, 13 a (Standort)                                    | Ehemalige Brauerei Frankenbräu                                 | Viergeschossiger Rohziegelbau mit barocken und klassizistischen Formelementen | D-4-79-112-1 Wikidata  | weitere Bilder |
| Bahnhofstraße 13, 13 a (Standort)                                    | Villa                                                          | Zweigeschossiger Rohziegelbau mit Satteldach, Turm, steiles Zeltdach mit Dachterrasse, Holzlaube, Einfriedung aus Rohziegeln, Schmiedeeisengitter, um 1905                                                                                        | D-4-79-112-1 Wikidata  | BW |
| Bahnhofstraße 21 (Standort)                                          | Fabrikantenvilla Carl Schumann                                 | Zweigeschossiger Mansardwalmdachbau mit Giebel und Turm-Erker, verputzt, reiche Werksteingliederungen, neubarock, bezeichnet „1905“ | D-4-79-112-2 Wikidata  | weitere Bilder |
| Bahnhofstraße 21 (Standort)                                          | Gartenpavillon                                                 | Mit Mansarddach | D-4-79-112-2 Wikidata  | BW |
| Bahnhofstraße 21 (Standort)                                          | Verwaltungsbau                                                 | Dreiflügelig, rückwärts an die Villa anschließend, überwiegend Um- und Neubauten der 1920er Jahre, schmiedeeiserner Gartenzaun, Jugendstil, um 1905                                                                                               | D-4-79-112-2 Wikidata  | BW |
| Bahnhofstraße 21 (Standort)                                          | Gartenzaun                                                     | Schmiedeeisern, Jugendstil, um 1905 | D-4-79-112-2 Wikidata  | BW |
| Bahnhofstraße 21 b (Standort)                                        | Ehemaliges Taubenhaus                                          | Gruppe eingeschossiger Mansardwalmdachbauten mit Rundtürmchen, verputzt, 1920er Jahre | D-4-79-112-76 Wikidata | weitere Bilder |
| Bahnhofstraße 21 g (Standort)                                        | Ehemalige Ökonomie                                             | Dreiflügelige Anlage mit Mansardwalmdächern, Heimatstil, 1922–23, von Josef Noeth, im Innenhof Brunnen, bezeichnet „CS 1924“ | D-4-79-112-75 Wikidata | BW |
| Bahnhofstraße 25 (Standort)                                          | Wohnhaus mit Gaststätte                                        | Dreigeschossiger, reich gegliederter Mansardwalmdachbau mit floralem und figuralem Ornament im Putz, bezeichnet „1912“ | D-4-79-112-3 Wikidata  | BW |
| Bahnhofstraße 33 (Standort)                                          | Türrahmung                                                     | Granit, kanneliert, mit Segmentsturz, bezeichnet „1820“ | D-4-79-112-4 Wikidata  | BW |
| Egerstraße (am alten Friedhof) (Standort)                            | Kriegerdenkmal                                                 | Stele mit Adler und acht Gedenkplatten, Granit, 1922 von John Herbert Rosenthal | D-4-79-112-46 Wikidata | weitere Bilder |
| Egerstraße (am Eingang des alten Friedhofs) (Standort)               | Zwei Obelisken                                                 | Granit, gefelderter Stufensockel mit Inschrift, einer bezeichnet „1838“ | D-4-79-112-86 Wikidata | [[Vorlage:Bilderwunsch/code!/C:50.05784,12.18874!/D:Egerstraße (am Eingang des alten Friedhofs), Zwei Obelisken!/\|BW]] |
| Egerstraße 11, Egerstraße 13, unterhalb Nr. 11 und Nr. 13 (Standort) | Zehn Felsenkeller                                              | Davon die zwei östlichsten mit gefelderter Granit-Türrahmung, bezeichnet „1802“ | D-4-79-112-7 Wikidata  | BW |
| Egerstraße 14 (Standort)                                             | Ökonomiegebäude                                                | Eingeschossig und verputzt, Satteldach mit weitem Überstand, um 1800 | D-4-79-112-6 Wikidata  | BW |
| Egerstraße 14 (Standort)                                             | Granitbrunnentrog                                              | Bezeichnet „1864“ | D-4-79-112-6 Wikidata  | BW |
| Egerstraße 14 (Standort)                                             | Hoftor und Einfriedung                                         | Schmiedeeisen, mit vier Steinpfosten, 19. Jahrhundert | D-4-79-112-6 Wikidata  | BW |
| Friedhofstraße 1 (Standort)                                          | Wohnhaus                                                       | Zweigeschossiger Satteldachbau, Fachwerk verputzt, Zwerchhaus, vor 1800 | D-4-79-112-8 Wikidata  | weitere Bilder |
| Friedrich-Ebert-Straße 5 (Standort)                                  | Wohnhaus                                                       | Dreigeschossiger Halbwalmdachbau mit figural- ornamentalem Stuck, Fensterbankgesimse, um 1900 | D-4-79-112-9 Wikidata  | BW |
| Hammerweg 2, 2 a (Standort)                                          | Bauernhof, ehemaliger Hammer                                   | Wohnhaus, zweigeschossiger Satteldachbau, massiv und verputzt, die geohrte Türrahmung bezeichnet „1820“ | D-4-79-112-10 Wikidata | BW |
| Hammerweg 2, 2 a (Standort)                                          | Bauernhof, ehemaliger Hammer                                   | Nebengebäude, verputzter Satteldachbau mit Fachwerkgiebel, die Granit-Türrahmung bezeichnet „1759“ | D-4-79-112-10 Wikidata | BW |
| Hammerweg 2, 2 a (Standort)                                          | Bauernhof, ehemaliger Hammer                                   | Stadel, verputzter Satteldachbau, bezeichnet „1822“ | D-4-79-112-10 Wikidata | BW |
| Hammerweg 5 (Standort)                                               | Gartenhäuschen                                                 | Eingeschossiger Mansardhalbwalmdachbau, Fachwerk verputzt, spätbarock, zweite Hälfte 18. Jahrhundert | D-4-79-112-11 Wikidata | BW |
| Herrenleithengasse 4 (Standort)                                      | Wohnhaus                                                       | Zweigeschossiger Traufseitbau, massiv und verputzt, bezeichnet „1827“ | D-4-79-112-13 Wikidata | BW |
| Humboldtstraße 1 (Standort)                                          | Kirchhofbefestigung                                            | Kalkstein, an der Südseite Rundturm (sogenannter Pulverturm), nördlich anschließend Mauerrest, spätgotisch, um 1400 | D-4-79-112-16 Wikidata | BW |
| Humboldtstraße 4 (Standort)                                          | Gebäudekomplex, Ehemaliges Wohnhaus                            | Zweigeschossiger Satteldachbau, Rundbogenfenster im Erdgeschoss, massiv und verputzt | D-4-79-112-15 Wikidata | weitere Bilder |
| Humboldtstraße 4 (Standort)                                          | Gebäudekomplex, ehemaliger Pferdestall                         | Massiv und verputzt, Satteldach, im Kern 17. und 18. Jahrhundert, mehrfach umgebaut | D-4-79-112-15 Wikidata | weitere Bilder |
| Humboldtstraße 4 (Standort)                                          | Gedenktafel Alexander von Humboldt                             | | D-4-79-112-15 Wikidata | BW |
| Kirchgasse 2 (Standort)                                              | Pfarrhaus                                                      | Zweigeschossiger Walmdachbau, massiv und verputzt, architektonische Gliederungen (Eckvorlagen, Gesimse, Fenster und Türeinfassungen) aus Naturstein, 1870                                                                                         | D-4-79-112-83 Wikidata | BW |
| Kirchplatz 1; Kirchplatz 2 (Standort)                                | Kriegerdenkmal ´                                               | Zweifach gestufter Marmorobelisk, 1870/71 | D-4-79-112-19 Wikidata | weitere Bilder |
| Kirchplatz 2 (Standort)                                              | Evangelisch-lutherische Stadtpfarrkirche Sankt Maria Magdalena | Seit 1790 nach Plänen von Johann Gottlieb Riedel nahezu vollständig neu errichtet, 1883 Turmhelm verändert; mit Ausstattung | D-4-79-112-17 Wikidata | weitere Bilder |
| Kirchplatz 2 (Standort)                                              | Gruftkapelle der von Benckendorff                              | Eingeschossiger, schiefergedeckter Walmdachbau mit geschweiftem Zwerchgiebel, weiteres hangseitiges Gruftgewölbe, massiv und verputzt, Natursteingliederungen aus Granit, 1782                                                                    | D-4-79-112-18 Wikidata | weitere Bilder |
| Kirchplatz 3 (Standort)                                              | Ehemaliges Schulhaus                                           | Zweigeschossiger Halbwalmdachbau mit übergiebeltem Mittelrisalit, Fachwerk verputzt, 1825, vgl. Ensemble Kirchplatz | D-4-79-112-14 Wikidata | weitere Bilder |
| Kolpingstraße 11 (Standort)                                          | Katholische Stadtkirche Unserer Lieben Frau                    | Basilika mit Ostquerhaus, viergeschossiger Chorseitenturm mit Spitzhelm, Sakristeianbau, umlaufend mit steinsichtigen Streben besetzt, neugotisch 1874–75, Pläne vom Regensburger Domvikar Georg Dengler, mit Ausstattung                         | D-4-79-112-20 Wikidata | weitere Bilder |
| Lange Bruck, am Siebenlindenberg, Abt. Teerofen (Standort)           | Meilenstein                                                    | Granit, 18./19. Jahrhundert, bezeichnet „1911“ | D-4-79-112-77 Wikidata | BW |
| Ludwigstraße 1 (Standort)                                            | Wohnhaus                                                       | Dreigeschossiger Satteldachbau mit Giebel-Frontispiz, massiv und verputzt, Traufgesims mit Rundbögen, um 1860 | D-4-79-112-21 Wikidata | BW |
| Ludwigstraße 4 (Standort)                                            | Wohnhaus                                                       | Zweigeschossiger Traufseitbau mit risalitartig betonter, übergiebelter Mitte, verputzt, Lisenengliederung, spätklassizistisch, zweite Hälfte 19. Jahrhundert                                                                                      | D-4-79-112-22 Wikidata | BW |
| Ludwigstraße 10 (Standort)                                           | Wohnhaus                                                       | Zweigeschossiger Traufseitbau, massiv und verputzt, um 1870, Erdgeschoss verändert | D-4-79-112-24 Wikidata | BW |
| Marktplatz 4 (Standort)                                              | Wohnhaus                                                       | Zweigeschossiger Halbwalmdachbau, massiv, Zwerchhaus mit Schweifgiebel, Fassadenputz im Jugendstil, um 1900 | D-4-79-112-25 Wikidata | BW |
| Marktplatz 7 (Standort)                                              | Wohnhaus                                                       | Zweieinhalbgeschossiger Bau mit abgewalmtem Dach, massiv und verputzt, stichbogige Tür- und Fensterrahmungen, um 1870, Fassade zum Marktplatz verändert                                                                                           | D-4-79-112-26 Wikidata | BW |
| Marktplatz 9; Schulgasse 4 a; Schulgasse 13 ()                       | Wohnhaus                                                       | zweigeschossiger Bau mit verschiefertem Walmdach, massiv und verputzt, im Kern spätbarock, um 1900 verändert; dreigeschossiger, gegen den Hang errichteter Stattstadel mit Satteldach, massiv und verputzt, im Kern spätbarock, um 1900 verändert | D-4-79-112-28          | |
| Schachtstraße 6 (Standort)                                           | Küspertsche Familiengruft                                      | Mit Bronzeengel, um 1910 Schumann-Mausoleum, 1926 | D-4-79-112-73 Wikidata | BW |
| Schöpfengasse 4 (Standort)                                           | Türrahmung                                                     | Granit, geohrt und profiliert, zweite Hälfte. 18. Jahrhundert, wohl als Spolie verbaut, bezeichnet „1823“ | D-4-79-112-32 Wikidata | BW |
| Spitalstraße 7 (Standort)                                            | Kleinhaus                                                      | Zweigeschossiger, traufständiger Satteldachbau mit Holzlaube, massiv und verputzt, im Kern 18. Jahrhundert | D-4-79-112-35 Wikidata | BW |
| Thiersheimer Straße 3 (Standort)                                     | Granit-Türrahmung                                              | Geohrt und profiliert, bezeichnet „1783“ | D-4-79-112-38 Wikidata | BW |
| Thiersheimer Straße 5 (Standort)                                     | Wohnhaus                                                       | Zweigeschossiger, giebelständiger Satteldachbau, verputzt, an der südlichen Traufseite Laube auf Granit-Tragsteinen, geohrte Türrahmung bezeichnet „1778“                                                                                         | D-4-79-112-39 Wikidata | BW |
| Thiersheimer Straße 8 (Standort)                                     | Ehemalige Mühle                                                | Durch Hanglage nach Südosten zweigeschossiger, traufständiger Satteldachbau, massiv und verputzt, im Kern wohl 18. Jahrhundert | D-4-79-112-40 Wikidata | BW |
| Trompetenberg 1 (Standort)                                           | Ehemaliges Hammerherrenhaus                                    | Zweigeschossiger Mansardhalbwalmdachbau, massiv und verputzt, an der geohrten und profilierten Türrahmung bezeichnet „1796“ | D-4-79-112-41 Wikidata | BW |
| Trompetenberg 2 (Standort)                                           | Wohnhaus                                                       | Zweigeschossiger Satteldachbau, verputzt, Keilstein bezeichnet „1781“ | D-4-79-112-42 Wikidata | BW |
| Weinberggasse 6 (Standort)                                           | Villa                                                          | Zweigeschossig, mit Halbwalmdach und Ecktürmchen, späthistoristisch, 1901 von Carl Auvera, durchgreifender Umbau 1985 | D-4-79-112-43 Wikidata | BW |
| Wilhelmstraße 1 (Standort)                                           | Granit-Türrahmung                                              | Geohrt, gefeldert und profiliert, bezeichnet „1814“ | D-4-79-112-44 Wikidata | BW |

### Bergnersreuth
| Lage                                                          | Objekt         | Beschreibung | Akten-Nr.              | Bild           |
| ------------------------------------------------------------- | -------------- | --- | ---------------------- | -------------- |
| An der Straße nach Arzberg, 400 m nach Ortsausgang (Standort) | Steinkreuz     | Granit, wohl spätmittelalterlich | D-4-79-112-48 Wikidata | weitere Bilder |
| Kreuzstein (Standort)                                         | Kilometerstein | Granit, abgesetzter Teil mit schildförmigen Seitenflächen | D-4-79-112-87 Wikidata | weitere Bilder |
| Wunsiedler Straße 12 (Standort)                               | Bauernhof      | Wohnstallhaus, zweigeschossiger Walmdachbau, massiv und verputzt, Lisenengliederung, bezeichnet 1921, mit älterem Stallgewölbe, Stallstadel, massiv und Fachwerk, Satteldach | D-4-79-112-47          | weitere Bilder |

### Elisenfels
| Lage                     | Objekt | Beschreibung | Akten-Nr.              | Bild  |
| ------------------------ | ------ | --- | ---------------------- | ----- |
| Elisenfels 10 (Standort) | Villa  | Auf Felsvorsprung, zweigeschossiger Satteldachbau, massiv und verputzt, neoklassizistische Gliederung, um 1910, Garten mit Einfriedung | D-4-79-112-82 Wikidata | Villa |

### Garmersreuth
| Lage                      | Objekt        | Beschreibung                      | Akten-Nr.              | Bild |
| ------------------------- | ------------- | --------------------------------- | ---------------------- | ---- |
| Garmersreuth 8 (Standort) | Wohnstallhaus | Mit Satteldach, bezeichnet „1782“ | D-4-79-112-49 Wikidata | BW   |
| Garmersreuth 8 (Standort) | Hofmauer      | Mit Torbogen und Durchgang        | D-4-79-112-49 Wikidata | BW   |

### Krippnermühle
| Lage                                                            | Objekt                              | Beschreibung                                                                                          | Akten-Nr.              | Bild |
| --------------------------------------------------------------- | ----------------------------------- | --- | ---------------------- | ---- |
| Krippnermühläcker (Standort)                                    | Brücke, sogenannte Markgrafenbrücke | Dreijochige Rundbogenbrücke, Bruchstein, Mitte 18. Jahrhundert unter Markgraf Friedrich erbaut        | D-4-79-112-52 Wikidata | BW   |
| Krippnermühle 1; Brunnenbühl; Von Seußen zur St 2170 (Standort) | Krippnermühle                       | Eingeschossiger zweiflügeliger Satteldachbau, verputzt, im Kern 17. Jahrhundert, Umgestaltung um 1910 | D-4-79-112-51 Wikidata | BW   |
| Krippnermühle 1; Brunnenbühl; Von Seußen zur St 2170 (Standort) | Krippnermühle                       | Mühlgraben, einjochige Rundbogenbrücke, Bruchstein und Ziegel                                         | D-4-79-112-51 Wikidata | BW   |

### Oschwitz
| Lage                  | Objekt        | Beschreibung | Akten-Nr.              | Bild           |
| --------------------- | ------------- | --- | ---------------------- | -------------- |
| Oschwitz 2 (Standort) | Wohnstallhaus | Zweigeschossiger Halbwalmdachbau, verputzt, Giebel mit reicherem Fachwerk, Granit-Türrahmung bezeichnet „1788“, im Kern älter. | D-4-79-112-53 Wikidata | weitere Bilder |

### Röthenbach
| Lage                         | Objekt                                   | Beschreibung | Akten-Nr.              | Bild           |
| ---------------------------- | ---------------------------------------- | --- | ---------------------- | -------------- |
| Schloßplatz 2 (Standort)     | Schloss                                  | Zweigeschossiger Zweiflügelbau mit Satteldach und Stufengiebeln, runder Treppenturm, 1559–61 von Erhard Fras und Andreas Leighab, im 19. Jahrhundert verändert, mit Ausstattung | D-4-79-112-56 Wikidata | weitere Bilder |
| Schloßplatz 2 (Standort)     | Brunnen                                  | um 1900 | D-4-79-112-56 Wikidata | BW             |
| Schloßplatz 4 (Standort)     | Ehemalige Schule, später Gemeindekanzlei | Zweigeschossiger Walmdachbau mit schwach betonter Mittelachse, massiv und verputzt, Glockentürmchen, 1889                                                                       | D-4-79-112-57 Wikidata | BW             |
| Seußener Straße 2 (Standort) | Wohnstallhaus                            | Stattlicher, zweigeschossiger Satteldachbau mit Fachwerkgiebel, geohrte Türrahmung, bezeichnet „1798“, gefelderte Granit-Torpfosten, einer bezeichnet „1811“                    | D-4-79-112-58 Wikidata | BW             |

### Schlottenhof
| Lage                                                                                                 | Objekt                                                      | Beschreibung | Akten-Nr.              | Bild |
| --- | ----------------------------------------------------------- | --- | ---------------------- | ---- |
| Dorfring 4 (Standort)                                                                                | Schloss                                                     | Dreigeschossiger Walmdachbau, massiv und verputzt, bezeichnet 1726, im Kern älter, mit Ausstattung | D-4-79-112-59 Wikidata | BW   |
| Dorfring 6 (Standort)                                                                                | Wohnhaus, sogenanntes Altes Schloss                         | Zweigeschossiger, massiv gemauerter und verputzter Satteldachbau, Umbau 1812, im Kern wohl mittelalterlich, Fenster im Erdgeschoss vermutlich nachträglich eingebrochen bzw. vergrößert, Anbau auf der nordöstlichen Seite 1812 in Fachwerk auf älteren Mauern des Erdgeschosses | D-4-79-112-60 Wikidata | BW   |
| Dorfring 6, Dorfring 8 (Standort)                                                                    | Granit-Brunnen                                              | Achteckiges Brunnenbecken mit achteckiger Säule, darauf Figur des sogenannten Brunnenwastl, bezeichnet „1751“ | D-4-79-112-62 Wikidata | BW   |
| Dorfring 8 (Standort)                                                                                | Torbau und Wirtschaftstrakt des sogenannten Alten Schlosses | Langgestreckter, eingeschossiger Satteldachbau mit Halbwalm nach Südosten, massiv und verputzt, über korbbogenförmiger Tordurchfahrt zwei Wappen derer von Benckendorff, 1750–53, im Kern um 1600                                                                                | D-4-79-112-61 Wikidata | BW   |
| Dorfring 8 (Standort)                                                                                | Mehrere Granitpfeiler mit Pinienzapfen                      | Als Abgrenzung des Schlosskomplexes gegen die Straße, erste Hälfte 18. Jahrhundert | D-4-79-112-63 Wikidata | BW   |
| Egerstraße 59 (Standort)                                                                             | Gasthaus                                                    | Zweigeschossiger Walmdachbau mit geohrten Tür- und Fensterrahmungen, massiv und verputzt, bezeichnet „1775“ | D-4-79-112-64 Wikidata | BW   |
| Nähe Fronweg, Nähe Schäfergäßlein, Schachter Straße, Schachter Straße 6, Schäfergäßlein 4 (Standort) | Gefelderter Granit-Brunnentrog                              | Bezeichnet „1751“ | D-4-79-112-65 Wikidata | BW   |

### Seußen
| Lage                                                                      | Objekt                                      | Beschreibung | Akten-Nr.               | Bild |
| ------------------------------------------------------------------------- | ------------------------------------------- | --- | ----------------------- | ---- |
| Bahnlinie Nürnberg–Schirnding, Röslau (Standort)                          | Eingleisige Eisenbahnbrücke über die Röslau | Halbparabelträgerbrücke mit Strebefachwerk aus Eisen und obenliegendem Gleis, 1897 und 1927, drei Sprengkammern im Brückenpfeiler (Nordseite), bei Streckenkilometer 129,960                                                                                                   | D-4-79-136-143 Wikidata | BW   |
| Gieselgasse 4 (Standort)                                                  | Wohnhaus                                    | Zweigeschossiger Satteldachbau, Erdgeschoss massiv und verputzt, Obergeschoss Blockbau, Giebel Fachwerk, wohl noch 18. Jahrhundert | D-4-79-112-67 Wikidata  | BW   |
| Nähe Gieselgasse (Standort)                                               | Dorfbrunnen                                 | Achteckiges Granitbecken, bezeichnet „1892“, mit Gusseisenpfeiler | D-4-79-112-70 Wikidata  | BW   |
| Hauptstraße 3, in einer Mauer nördlich des Gemeindebrunnens (Standort)    | Türsturz                                    | Türsturz, Granit, spätbarock, bezeichnet „1773“ | D-4-79-112-71 Wikidata  | BW   |
| Hauptstraße 14 (Standort)                                                 | Geohrte Türrahmung                          | Granit, bezeichnet „1792“ | D-4-79-112-68 Wikidata  | BW   |
| Hauptstraße 17 (Standort)                                                 | Ehemaliger Bahnhof                          | Zweigeschossiger Granitquaderbau mit Segmentbögen im Erdgeschoss und Rundbögen im Obergeschoss, flachgeneigtes Walmdach mit übergiebeltem Mittelrisalit, hölzernes Bahnsteigdach, Güterschuppen, Granitquader, Satteldach, Nebengebäude, Granitquader und Holz, Walmdach, 1879 | D-4-79-112-80 Wikidata  | BW   |
| Kirchweg 1 (Standort)                                                     | Evangelisch-lutherische Gustav-Adolf-Kirche | Quaderbau aus Redwitzit mit Zeltdach, Turm mit Zwiebelhaube, Chor- und Sakristeianbau, 1933–34 nach Plänen von Hanns Holl | D-4-79-112-69 Wikidata  | BW   |
| Peunt; Röslau, Kreisstraße WUN 18 bei km 5,414 westlich Seußen (Standort) | Brücke über die Röslau                      | Achtbogig, wohl erste Hälfte 19. Jahrhundert | D-4-79-112-72 Wikidata  | BW   |

### Keinem Gemeindeteil zugeordnet
| Lage | Objekt      | Beschreibung | Akten-Nr.     | Bild        |
| --- | ----------- | --- | ------------- | ----------- |
| Lange Bruck; Drei Backöfen; Mühlwiesen; Turnerin; Am Burgrangen; Hartlwiesen; Am Hochwald; Hochwald; St 2176 (Standort) | Grenzsteine | Teil der Grenzsteinreihe der sogenannten „Preußensteine“ der ehemaligen, von 1791 bis 1810 gültigen Landesgrenze zwischen Preußen und Pfalz-Bayern, zwischen Buchbrunnen (Tschechien) bis Haingrün mit ursprünglich ca. 200 Grenzsteinen des im Vertrag vom 30. Juni 1803 neu festgesetzten Grenzverlaufs erhalten, heute noch teilweise Regierungsbezirksgrenze, Steine bezeichnet mit „Pr.“ (= Preußen) und „P.B.“ (= Pfalz-Bayern) sowie mit fortlaufender Ordnungsnummer (teilweise in den Gemeindegebieten von Konnersreuth, Pechbrunn, Waldsassen, Marktredwitz und Schirnding) | D-4-79-112-91 | Grenzsteine |

## Ehemalige Baudenkmäler
In diesem Abschnitt sind Objekte aufgeführt, die früher einmal in der Denkmalliste eingetragen waren, jetzt aber nicht mehr. Objekte, die in anderem Zusammenhang also z. B. als Teil eines Baudenkmals weiter eingetragen sind, sollen hier nicht aufgeführt werden. Aktennummern in diesem Abschnitt sind ehemalige, jetzt nicht mehr gültige Aktennummern.

| Lage                                     | Objekt                       | Beschreibung | Akten-Nr.              | Bild |
| ---------------------------------------- | ---------------------------- | --- | ---------------------- | ---- |
| Arzberg Zurzeit Schachtweg ()            | Brückenstein                 | 1731, von der Röslaubrücke                                                                                              | D-4-79-112-45 Wikidata |      |
| Arzberg Herrenleithengasse 2 (Standort)  | Geohrte Türrahmung           | Bezeichnet „1768“ | D-4-79-112-12 Wikidata | BW   |
| Arzberg Ludwigstraße 8 (Standort)        | Traufseithaus                | Um 1870 | D-4-79-112-23 Wikidata | BW   |
| Arzberg Marktplatz 9 (Standort)          | Wohnhaus                     | Zweigeschossiger Bau mit verschiefertem Walmdach, massiv und verputzt, im Kern spätbarock, um 1900 verändert            | D-4-79-112-28 Wikidata | BW   |
| Arzberg Marktplatz 9 (Standort)          | Zweigeschossiges Haus        | Mit verschiefertem Walmdach, im Kern spätbarock, um 1900 verändert                                                      | D-4-79-112-28 Wikidata | BW   |
| Arzberg Maxplatz 3 (Standort)            | Granit-Türrahmung            | Bezeichnet „1810“ | D-4-79-112-29 Wikidata | BW   |
| Arzberg Rathausstraße 18 (Standort)      | Stein                        | Mit Jahreszahl „1770“                                                                                                   | D-4-79-112-30 Wikidata | BW   |
| Arzberg Rathausstraße 22 (Standort)      | Granit-Türrahmung            | Bezeichnet „1816“ | D-4-79-112-31 Wikidata | BW   |
| Arzberg Schöpfengasse 8 (Standort)       | Granit-Türrahmung            | Bezeichnet „1793“ | D-4-79-112-33 Wikidata | BW   |
| Arzberg Schulgasse 15 (Standort)         | Halbwalmdachhaus             | Mit geohrter Granit-Türrahmung, um 1800                                                                                 | D-4-79-112-34 Wikidata | BW   |
| Arzberg Spitalstraße 11 (Standort)       | Keller-Türrahmung aus Granit | Bezeichnet „1798“ | D-4-79-112-36 Wikidata | BW   |
| Arzberg Thiersheimer Straße 1 (Standort) | Wohnhaus                     | Zweigeschossiger Krüppelwalmdachbau mit Nebengebäude, Fachwerk verputzt, die geohrte Granittürrahmung bezeichnet „1829“ | D-4-79-112-37 Wikidata | BW   |
| Oschwitz Haus Nummer 5 (Standort)        | Granit-Türrahmung            | Bezeichnet „1848“ | D-4-79-112-54 Wikidata | BW   |
| Röthenbach Am Dorfteich 12 (Standort)    | Wohnstallhaus                | Bezeichnet „1778“ | D-4-79-112-55 Wikidata | BW   |

## Abgegangene Baudenkmäler
In diesem Abschnitt sind Objekte aufgeführt, die früher einmal in der Denkmalliste eingetragen waren, jetzt aber nicht mehr existieren, z. B. weil sie abgebrochen wurden. Aktennummern in diesem Abschnitt sind ehemalige, jetzt nicht mehr gültige Aktennummern.

| Lage                            | Objekt   | Beschreibung | Akten-Nr.             | Bild |
| ------------------------------- | -------- | --- | --------------------- | ---- |
| Arzberg Egerstraße 3 (Standort) | Wohnhaus | Zweigeschossiger Traufseitbau mit reich profilierter Türrahmung, massiv und verputzt, bezeichnet „1800“, Erdgeschoss verändert, Geburtshaus Carl Max von Bauernfeind | D-4-79-112-5 Wikidata | BW   |